# Havsgädda
Havsgädda (Nesiarchus nasutus) är en fiskart som beskrevs av Johnson 1862. Havsgädda ingår i släktet Nesiarchus och familjen havsgäddefiskar. Arten förekommer tillfälligt i Sverige, men reproducerar sig inte. Inga underarter finns listade i Catalogue of Life.